# Friisk Foriining
Friisk Foriining er en kulturpolitisk forening for nationale friserne i Nordfrisland. Foreningens formål er at støtte nordfrisisk sprog, kultur og identitet. Foreningens undgomsgruppe kaldes Rökefloose (på dansk Ravneflok). 
Foreningen blev stiftet i 1923 under navnet Frisisk-Slesvigsk Forening. Blandt medstifterne var journalisterne Johannes Oldsen og Wilhelm Ludwig Andresen. Formålet var især anerkendelsen af nordfriserne som et selvstændigt nationalt mindretal, hvormed foreningen kom på kant med den store gruppe af tysksindede nordfrisere. Foreningen stillede også op til valg, indtil den blev forbudt af nationalsocialisterne i 1933. Efter krigen begyndte foreningen et tæt samarbejde med de danske institutioner i Sydslesvig. I 1948 stiftedes sammen med danske sydslesvigere Sydslesvigsk Vælgerforening for at varetage fælles politiske interesser. Friisk Foriining medvirker i både Nordfriisk Instituut og Frisisk Råd. 
Sammen med den Nordfrisiske Råd og Nordfriesischer Verein har foreningen til huse i Friisk Hüs i Søndergade i Bredsted. Nuværende formand er Ute Jessen Fra Risum-Lindholm, leder på Risum Skole/Risem Schölj. Hun blev valgt den 28. oktober 2021 og afløste den mangeårige formand Bahne Bahnsen. 